# Anders Nilsson i Rinkaby
Anders Nilsson (i riksdagen kallad Nilsson i Rinkaby), född 4 juli 1825 i Rinkaby församling, Kristianstads län, död där 17 februari 1905, var en svensk hemmansägare och politiker. Han var ledamot av riksdagens andra kammare, invald i Villands härads valkrets.